# Saint-Jean-de-Maruéjols-et-Avéjan
Saint-Jean-de-Maruéjols-et-Avéjan è un comune francese di 930 abitanti situato nel dipartimento del Gard, nella regione dell'Occitania.

## Società

### Evoluzione demografica
Abitanti censiti